# Rhyacophila marpa
Rhyacophila marpa är en nattsländeart som beskrevs av Schmid 1970. Rhyacophila marpa ingår i släktet Rhyacophila och familjen rovnattsländor. Inga underarter finns listade i Catalogue of Life.